# Heterocnephes scapulalis
Heterocnephes scapulalis là một loài bướm đêm trong họ Crambidae.